# Ігрове поле

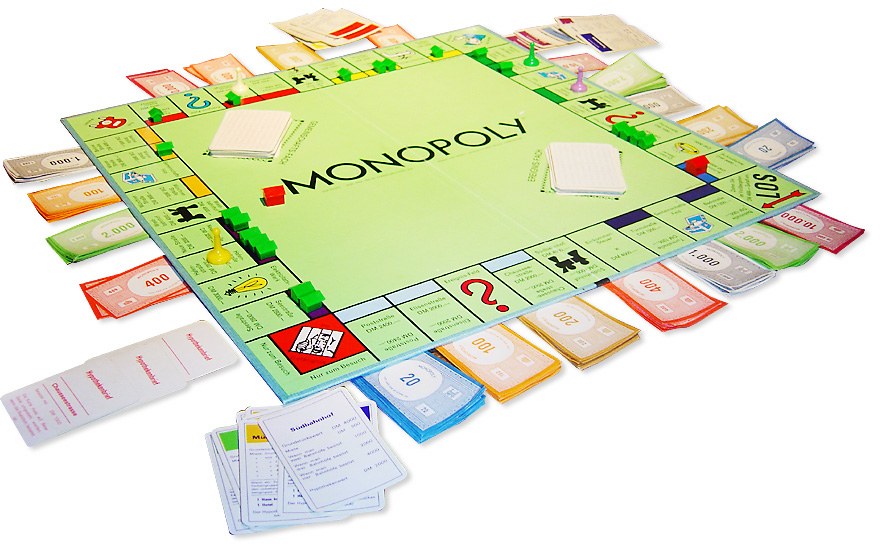
Ігрова дошка для Monopoly, популярної сучасної гри

Ігрове поле або Ігрова дошка — це поверхня, на якій грають у настільну гру.
Найстаріші відомі ігрові дошки можуть датуватися неолітом, хоча деякі дослідники вважають, що ці предмети могли і не бути гральними дошками. Ранньобронзові артефакти вважаються більш достовірними прикладами ігрових дошок (для ігор, таких як єгипетські сенет і мехен, а також месопотамська Королівська гра Ур). Більшість стародавніх настільних ігор були на перегони, де використовувалися генератори випадкових результатів, такі як гральні кості.
Ігрові дошки еволюціонували в складності та дизайні: від перших прикладів з різноманітними формами до стандартних чотирикутних решіток, що стали популярними для абстрактних ігор. Вони є основною зоною взаємодії гравців та можуть варіюватися від простих до дуже складних, іноді з тривимірними або електронними компонентами. Сучасні настільні ігри часто мають модульні або налаштовувані дошки, що збільшує можливість повторної гри та залученість гравців.

## Історія

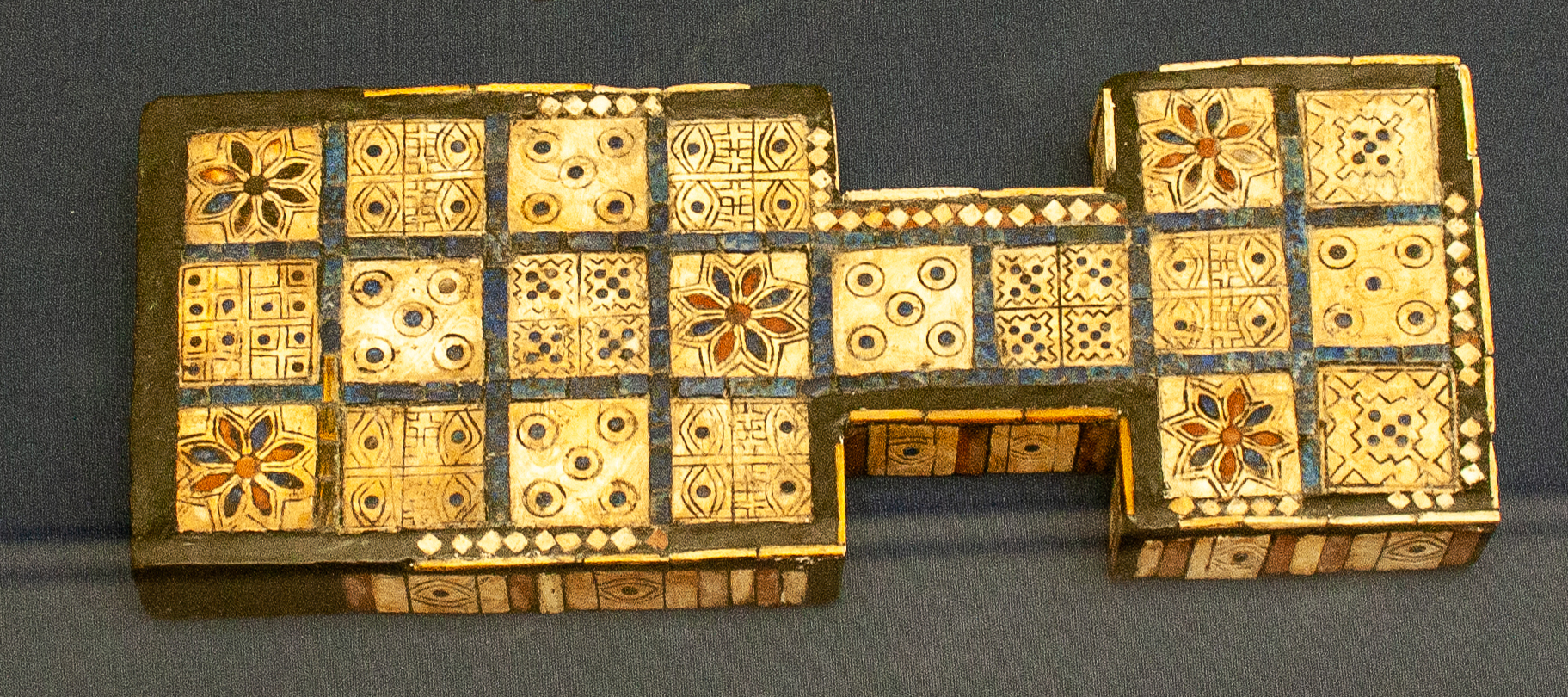
Одна з п’яти ігрових дошок для Королівської гри Ур, знайдена сером Леонардом Вуллі в Царському цвинтарі Ур, що зараз зберігається в Британському музеї, датована приблизно прибл. 2500 р. до н.е.

Історія ігрових дошок тісно пов'язана з історією настільних ігор. Однак не всі ігри, які класифікуються як настільні, насправді мають ігрові дошки. Хоча ігрові дошки здаються необхідною та достатньою умовою для цього жанру, картярські ігри, які не використовують стандартні колоди карт (а також ігри, що не використовують ані карти, ані дошку), часто включаються в цей жанр на побутовому рівні. Ігри, що використовують генератори випадкових результатів (ігри з кубиками, сьогодні часто класифіковані як настільні), ймовірно, існували ще до винайдення настільних ігор з дошками.

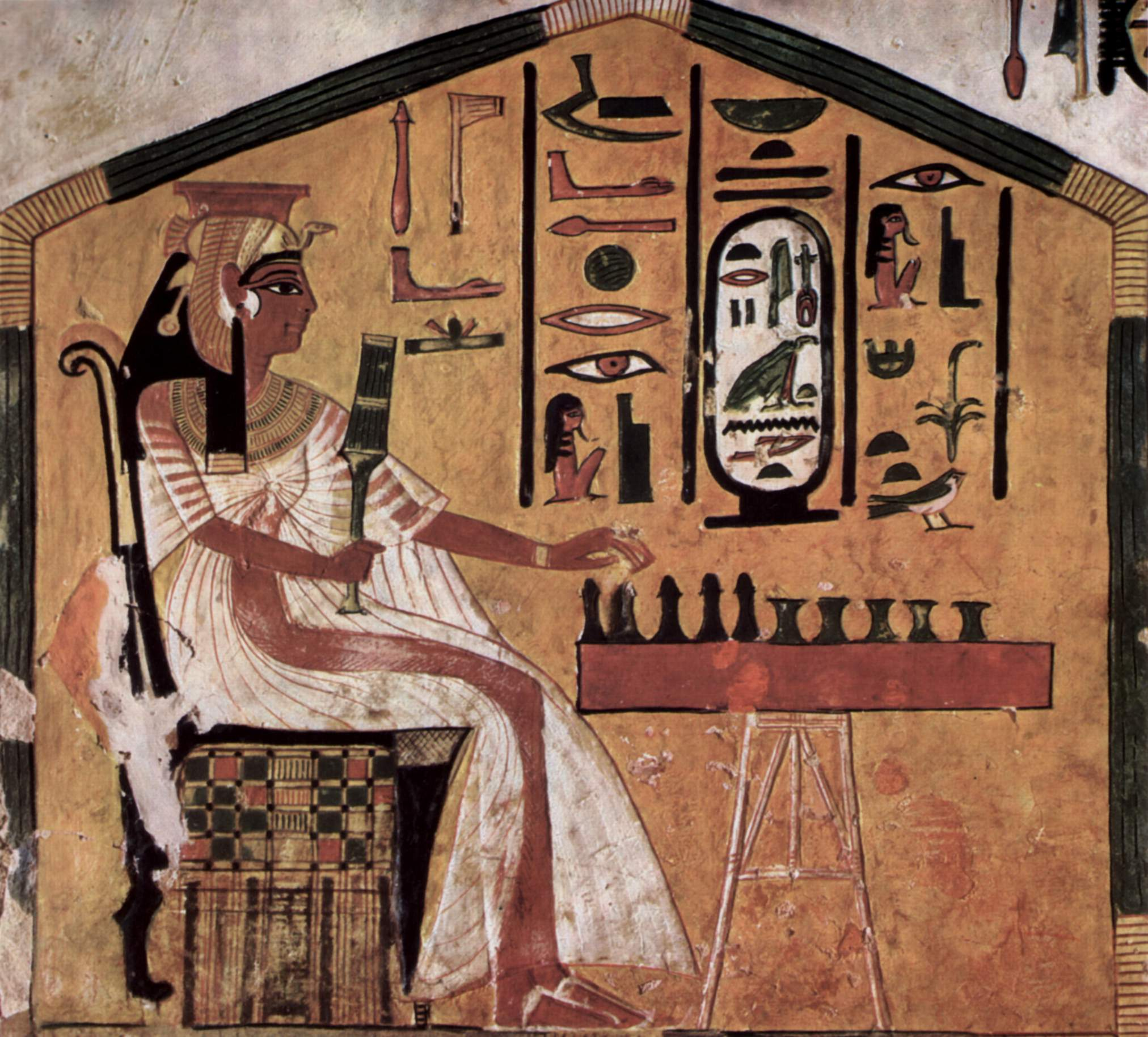
Фреска з гробниці єгипетської цариці Нефертарі, яка грає в настільну гру (ймовірно, сенет) на ігровій дошці з фігурками, прибл. 1295–1255 рр. до н.е.

Найстаріші відомі ігрові дошки були виготовлені з каменю (ігрові дошки з менш довговічних матеріалів могли існувати, але не збереглися до наших часів). Розуміння стародавніх настільних ігор ускладнене тим, що артефакти часто неповні (дрібні супровідні предмети рідко знаходять) і не мають супровідних правил; у багатьох випадках навіть оригінальна назва гри втрачена з часом. За даними Гері О. Роллефсона та Сент-Джон Сімпсона, найстаріші відомі ігрові дошки датуються неолітичними житлами близько 6990 до н.е. (Бейдха) та близько 5870 до н.е. (Айн-Газаль). Вони були виготовлені з довговічних матеріалів, таких як вапняк, і, ймовірно, були пов'язані з іграми типу манкала.:92

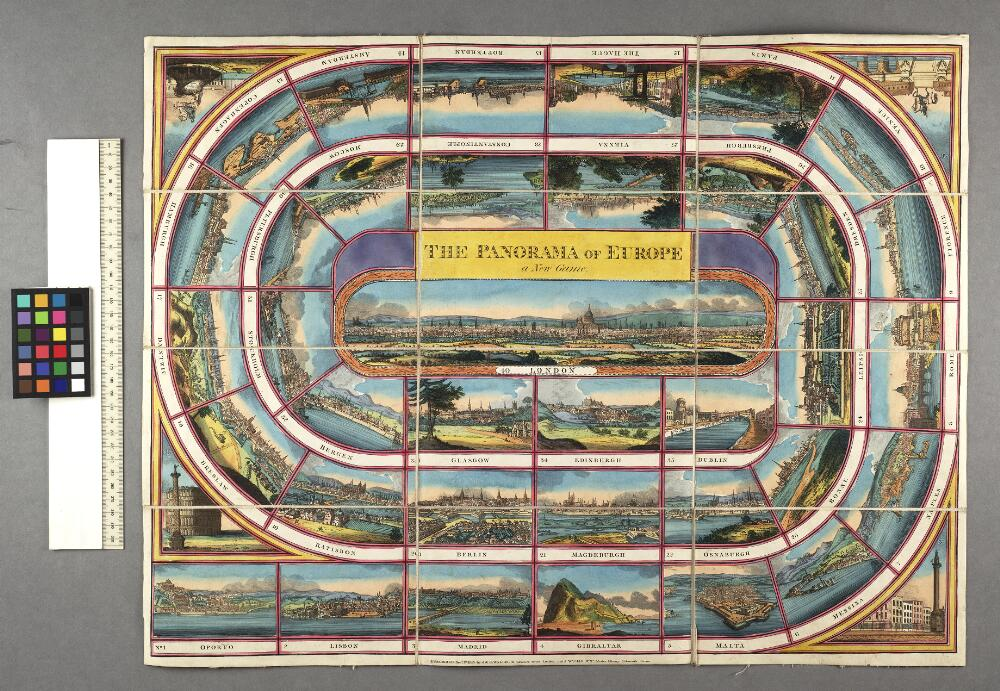
Ілюстрована ігрова дошка для гри Панорама Європи (1815)

Тьєррі Деполіс однак критикує визначення цих артефактів як ігрових дошок, стверджуючи, що вони виглядають непрактичними для цієї мети, не було знайдено жодних ігрових фішок або кубиків, які супроводжували б дошки, і концепція переважно абстрактних настільних ігор, ймовірно, була занадто складною для людей того часу. Натомість він припускає, що ці пристрої могли використовуватися для розпалювання вогню.

Дуже мало подібних об'єктів знайдено серед археологічних знахідок із місць, пов'язаних із неолітом та бронзовим віком (один артефакт, датований приблизно 3500 р. до н.е. та схожий на шахову дошку, знайдено в Телль-Маджнуні у Сирії, хоча він міг бути протокалькулятором). Наступне покоління артефактів, визнаних як ігрові дошки, більш складні та датуються ранньобронзовим періодом навколо Середземномор'я, включає дошки для єгипетських сенету та мехену з ~3000–2000 рр. до н.е. і подібні дошки з Месопотамії (родючий півмісяць).: Королівська гра Ур, що датується близько 2500 р. до н.е., часто називається однією з найстаріших настільних ігор. Фрагменти ігрових дошок для невизначених настільних ігор, виготовлених з теракоти та каменю, також були знайдені на місцях, пов'язаних з цивілізацією долини Інду приблизно того ж віку.

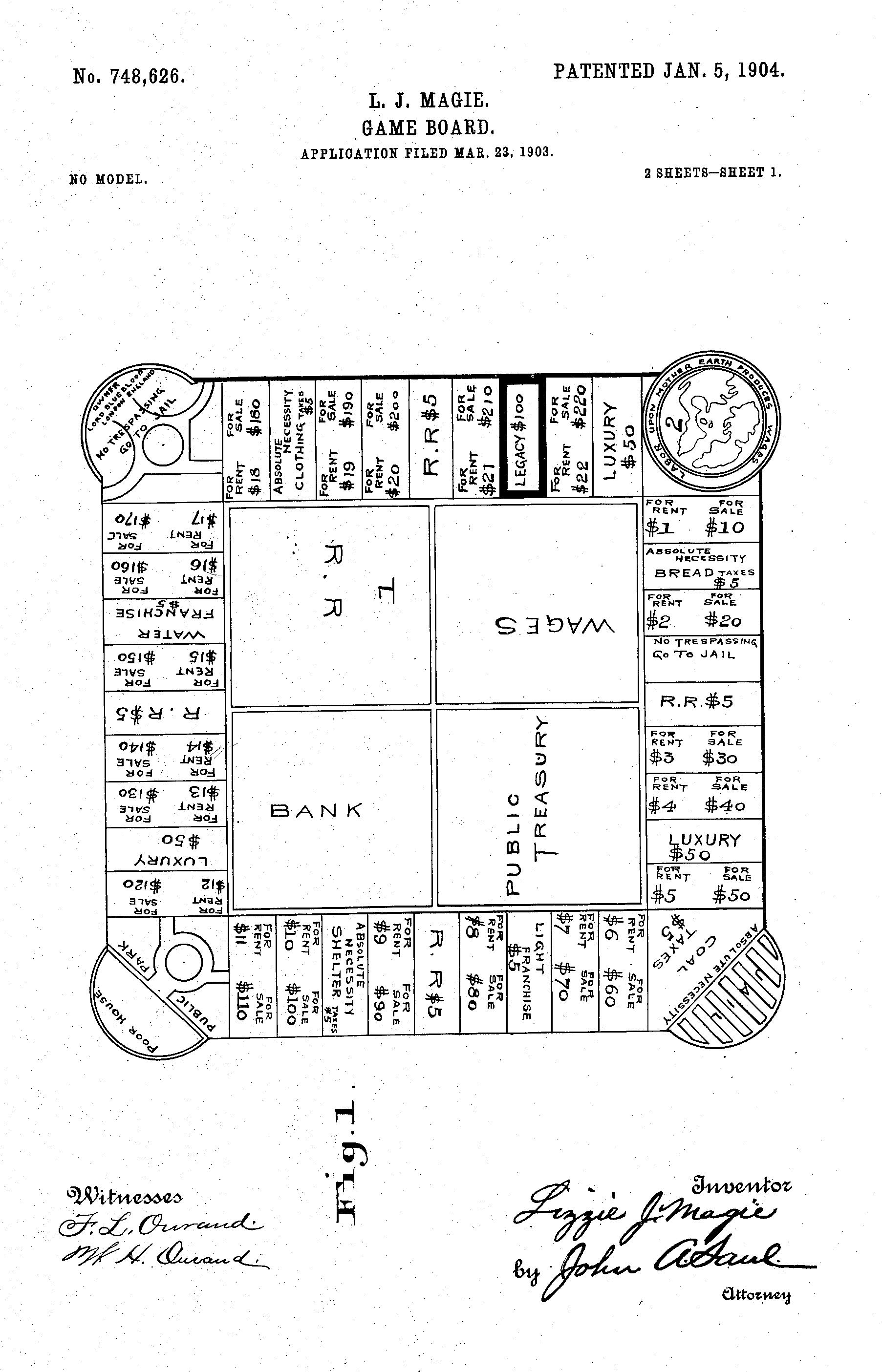
Патент під назвою «Малюнок для ігрової дошки» на гру Ліззі Меджі The Landlord's Game, що була попередницею Monopoly

Деполіс стверджує, що більшість, якщо не всі, настільні ігри тієї епохи були іграми-гонками, які він визначає як «настільні ігри, що граються з генератором випадкових чисел — кубиками різних типів», і в яких є лінійна, хоча й вигнута «трасса», по якій ігрові фішки мають рухатися (гонка) від одного кінця до іншого. Він наводить нарди як найбільш відомий сучасний приклад такої гри. Деполіс зазначає, що перша гра, яка підтверджено мала інші правила, — це грецька гра поліс (πόλις), яка згадується в літературі близько 450 року до н.е., а також більш-менш сучасна китайська гра вейці («го»), яка, під назвою і (弈), згадується у Анналах Конфуція (Лунь юй), складених між приблизно 470/50 та 280 рр. до н.е. Тексти, що стосуються походження шахів, датуються початком VII століття.:121

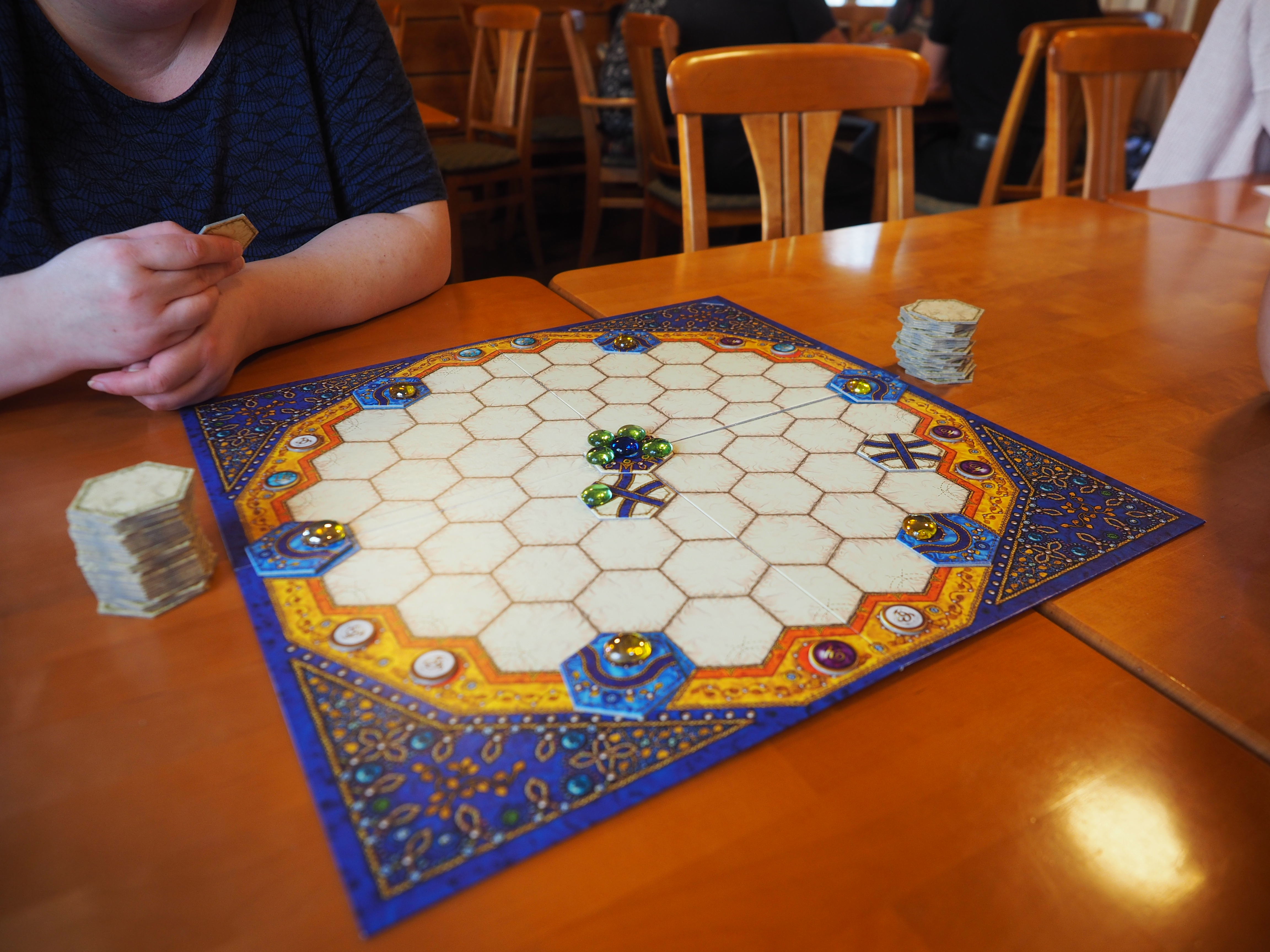
Ігрова дошка з початковою розкладкою для сучасної (2012) гри Indigo

Перші ігрові дошки мали різні форми (наприклад, дошка для сенету складалася з трьох паралельних рядів, тоді як дошка для мехену мала спіральну форму); чотирикутна (квадратна) форма з сіткою стала поширеною лише пізніше, з появою стратегічних ігор.
У Китаї ігрові дошки рідко ілюструвалися до приблизно XIX століття.
Настільні ігри, виготовлені на початку 1800-х років, почали використовувати карти реальних місць (наприклад, Тур Францією Уокера з 1815 року).:207
Гра Мишоловка, випущена у 1963 році, вважається однією з перших масово вироблених тривимірних настільних ігор.
Avalon Hill випустила в 1970 році воєнну гру PanzerBlitz, яка стала першою грою з геоморфною картою, що дозволяла гравцям змінювати конфігурацію секцій ігрової дошки, ця інновація була повторно використана в багатьох наступних іграх.:23

## Характеристики

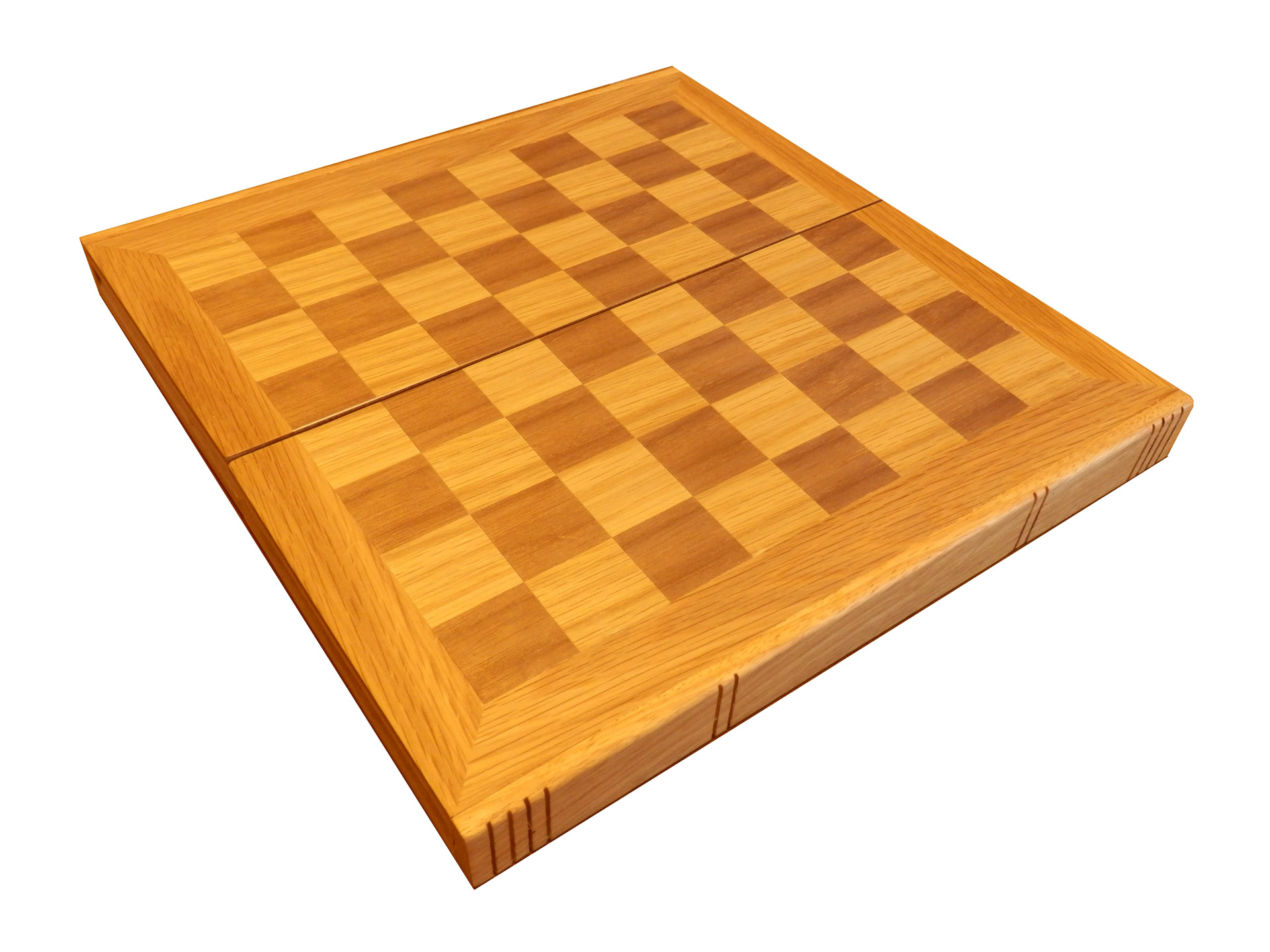
Класична шахівниця

Ігрова дошка надає спільний простір для ігрових компонентів і візуально передає деякі правила гравцям.:2, 304 Більшість взаємодій між гравцями у настільній грі відбувається на ігровій дошці, що робить її найважливішою зоною гри.:2, 194 Ігрова дошка, привертаючи увагу гравців до себе, є важливою частиною «магічного кола» (припинення реальності), яке створює гра.:2, 194
Ігрові дошки можуть мати різний рівень складності, абстракції та естетики. Деякі з них можуть бути дуже простими (наприклад, традиційна шахівниця або Pictionary), інші можуть бути дуже складними, тематичними та включати численні художні елементи (наприклад, Тіні над Камелотом).:24, 266: Деякі ігрові дошки називають «просто красивими».:211 Зазвичай ігрові дошки зображають карту, яка представляє концептуальну область, де відбувається дія гри (світ, місто, будинок, корабель тощо).:2 Розширення ігрової дошки іноді називаються додатковими дошками; вони часто використовуються для відстеження балів.:32
Деякі ігрові поля можуть бути швидко імпровізовані за допомогою ручки та паперу або намальовані на землі.:225 Деякі можуть бути тривимірними або включати реквізити, такі як елементи ландшафту (вулкани, стіни тощо – див., наприклад, Мишоловка або Острів вогню).:31, 101:2 Сучасні ігрові дошки іноді мають електронні компоненти (наприклад, Шопінгова лихоманка).:2 Деякі мають і те, і інше; наприклад, Темна вежа 1981 року містила як 3D, так і електронні компоненти.:210 Більшість сучасних ігрових дошок є більшими за формат А4; деякі з них складаються або збираються з менших компонентів.:104, 151
Ігрові дошки можуть мати численні особливості, найчастіше кольорові позначки для інших ігрових компонентів.:93 Поширеними типами позначених ділянок на сучасних ігрових дошках є місця для робітників (для механіки розміщення робітників), місця для ресурсів і карт (для зберігання та збирання відповідних компонентів) та місця появи (для генерації компонентів).:206 Такі місця пов'язані з правилами та механіками гри, що впливають на те, де можна розміщувати фішки або як вони можуть рухатися. Досягнення певних ділянок ігрової дошки або карти може бути пов'язане з перемогою в грі; це звичайне явище в іграх, що включають сітку.:93, 102-103:204-206 Ігрові дошки, що мають сітки, іноді називають картами, хоча є багато винятків (наприклад, шахи або шашки).:95-96 Інші поширені елементи ігрових дошок включають доріжки для переміщення фішок. Поширеним типом доріжок є трек перемоги для підрахунку балів, який часто розташовується по краю дошки.:204, 206

Деякі ігри можуть бути побудовані навколо концепцій, пов'язаних з ігровою дошкою, таких як побудова маршрутів або розпізнавання візерунків, або ж ігровий процес може бути зосереджений на зміні форми ігрової дошки (наприклад, у грі Каркасон, де гравці створюють ігрову дошку, викладаючи плитки карти)..:98-102, 125-125, 180

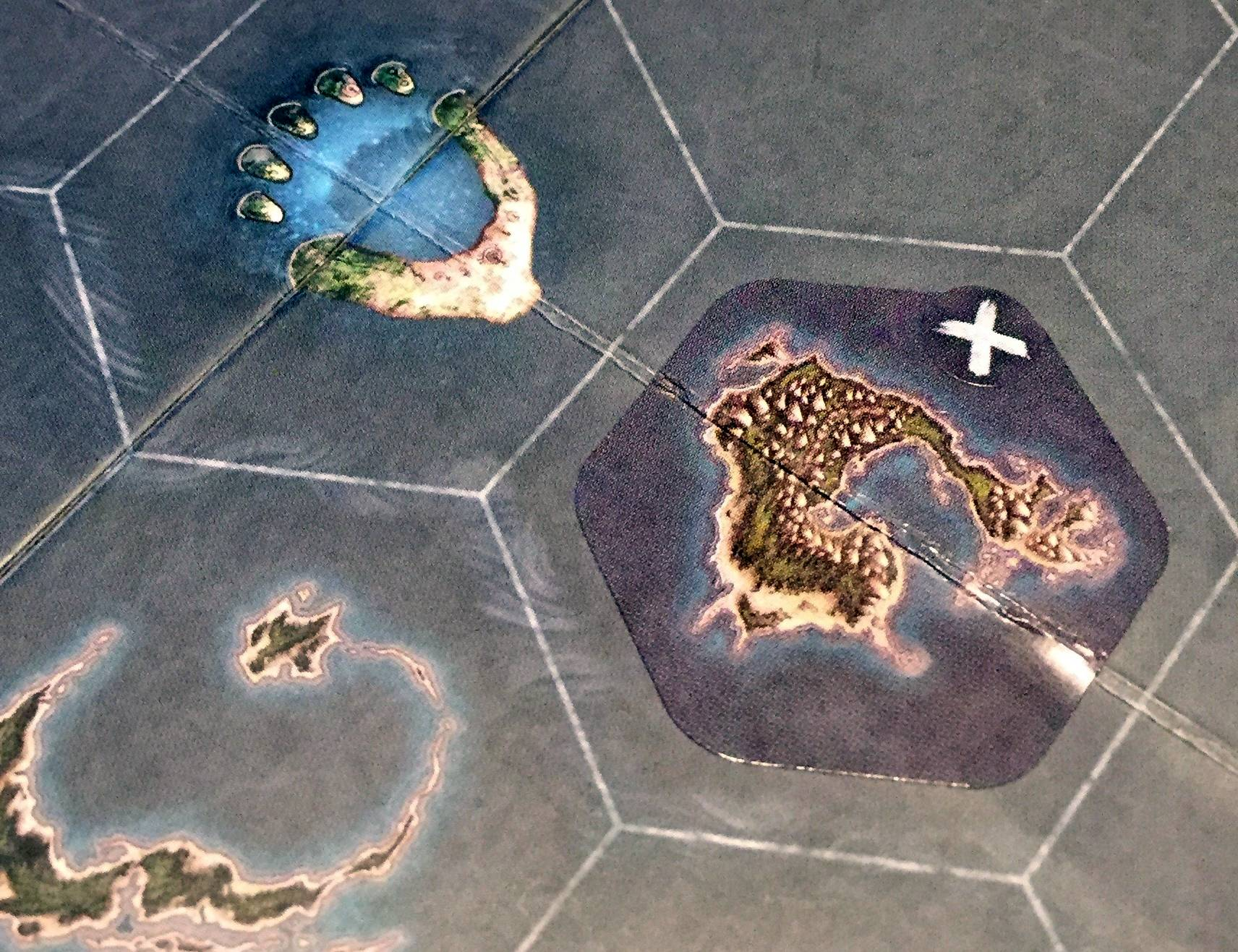
Два наклейки — шестикутний острів і хрестоподібний маркер – додані постійно на ігрову дошку в грі SeaFall. Такі доповнення є поширеними в іграх типу legacy.

Більшість ігор використовують стандартну та незмінну дошку, зазвичай чотирикутну (шахи, го та нарди мають саме таку дошку), але деякі ігри використовують модульну дошку, компоненти якої (плитки або карти) можуть мати різні конфігурації від одного сеансу до іншого, або навіть під час гри (наприклад, Betrayal at House on the Hill або Descent: Journeys in the Dark). Деякі ігри не мають обмежень на побудову дошки (карти) та можуть бути обмежені лише поверхнею для гри або наявністю ігрових компонентів, причому кожна гра може призводити до створення унікальної ігрової дошки.:98-99:2
Особливо воєнні ігри, такі як Star Wars: X-Wing Miniatures Game або Warhammer 40,000, можуть проводитися на поверхнях, таких як столи, карти або тривимірні діорами.:2 Деякі інноваційні ігри використовують сторінки книги як карти для гри (наприклад, Mice and Mystics) або механіку поп-ап книги.:211, 311-312 Деякі ігри можуть мати механіку зменшення (звуження) карти в процесі гри або деформації (зміни, коли частини ігрової дошки можуть рухатися, обертатися чи змінюватися).:101-102 Деякі ігрові дошки є двосторонніми та можуть бути перевернутими.:42
Ігри типу legacy, такі як SeaFall, дозволяють постійну кастомізацію ігрових дошок за допомогою наклейок або інших маркерів.:311